# Либеральная партия (Парагвай)
Либеральная партия (исп. Partido Liberal), известная также как Синяя партия (исп. Partido Azul) — либеральная политическая партия в Парагвае.
Либеральная партия была основана в городе Вильяррика 10 июля 1887 года как политическая сила средних землевладельцев и торговой буржуазии. В создании участвовали ветераны Парагвайской войны - как со стороны правительственной армии, так и Парагвайского легиона. Среди её идеологов был молодой интеллектуал, впоследствии президент Парагвая, Сесилио Баэс. Но власть удерживала основанная в том же году правая консервативная Партии Колорадо. 18 октября 1891 года Либеральная партия организовала неудачную попытку государственного переворота, когда президентом страны был Хуан Гуальберто Гонсалес.
В 1904 году в ходе Либеральной революции был свергнут президент Хуан Антонио Эскурра, представитель Партии Колорадо, и на более чем 30 лет к власти пришла Либеральная партия. С 1904 и вплоть до Февральской революции 1936 года пост президента страны занимали 15 человек (в том числе временные и исполняющие обязанности), принадлежащие к Либеральной партии. После 1940 года представитель Либеральной партии больше не занимал пост президента страны. Более того, в 1942 году партия была распущена, и в 1947 году Колорадо стала единственной разрешённой политической силой вплоть до 1962 года, установив стронистский режим — военную диктатуру Альфредо Стресснера.
В 1963 году от Либеральной партии, лидеры которой решили вернуться в Парагвай из эмиграции, став умеренной легальной оппозицией Стресснеру, откололась Радикальная либеральная партия. В свою очередь из последней в 1977 году была образована Аутентичная радикальная либеральная партия, остающаяся одной из ведущих политических сил страны. Либеральная партия и её кандидаты участвовала наравне с ПЛРА в президентских и парламентских выборах, но результаты её были на порядок ниже и неизменно ухудшались, вплоть до 0,1 % на выборах 1993 года, после чего Либеральная партия прекратила своё участие в избирательных кампаниях.